# Nenhum Homem É Deus
Nenhum homem é Deus é uma telenovela brasileira produzida pela extinta Rede Tupi, exibida às 21h de 7 de agosto a 5 de dezembro de 1969. Escrita por Sérgio Jockyman, dirigida por Antônio Abujamra e Benjamin Cattan.

## Sinopse
O mágico de circo Marcos, em sua busca pela ascensão, mas sem escrúpulos, em uma jogada de mestre.

## Elenco
- Walmor Chagas - Marcos
- Lílian Lemmertz - Helena
- Patrícia Mayo - Babeth
- Rildo Gonçalves - Pepe
- Elísio de Albuquerque
- José Parisi - Thalma Khan
- Luís Linhares
- Margarida Rey
- Joana Fomm - Mina
- Shulamith Yaari - Tibita
- Léa Camargo
- Maurício Nabuco
- Benjamin Cattan
- Othon Bastos
- Antônio Fagundes - Netinho
- Eva Wilma